# 曾學智
曾學智是臺灣退役羽毛球運動員，退役後成為臺灣土地銀行行員，經多年歷練後升任副總經理。2025年加入板信商業銀行，任總經理。

## 羽球生涯
1971年，曾學智加入雲林縣西螺中學羽球隊，接受張禎訓練:44。曾學智與同時期接受西螺中學訓練的羽球選手在1970至1980年代的全國公開賽嶄露頭角，為西螺打下「羽球王國」名號:116。
1981年，曾學智與劉漢嘉在第二屆臺北國際羽球名人邀請賽（現台北羽球公開賽）晉級途中擊敗英格蘭名將雷·史蒂芬斯／凱文·喬利，最後戰勝隊友黃建通／紀世清，為地主首次奪得男子雙打冠軍，
此紀錄直到28年後的2009年中華台北羽球公開賽才由陳宏麟／林祐瑯再次為地主留下男雙冠軍。除此之外，他也曾入選1978、1982及1984年湯姆斯盃地區預賽代表隊:149。

## 退役之後
曾學智17歲加入土地銀行羽球隊，退役之後成為土銀行員，在業務部、營業部接受訓練。他經過多年歷練，先後擔任分行經理、總行企金部經理、董事會主秘等職，2021年成為土銀副總經理。2024年1月自土銀退休。2025年加入板信商業銀行，為資深副總經理；3月起暫代總經理職務，5月正式就任總經理。